# Лалендорф
Лалендорф (нім. Lalendorf) — громада в Німеччині, розташована в землі Мекленбург-Передня Померанія. Входить до складу району Росток. Складова частина об'єднання громад Краков-ам-Зе.
Площа — 139,30 км2. Населення становить 3525 ос. (станом на 31 грудня 2020).

## Галерея

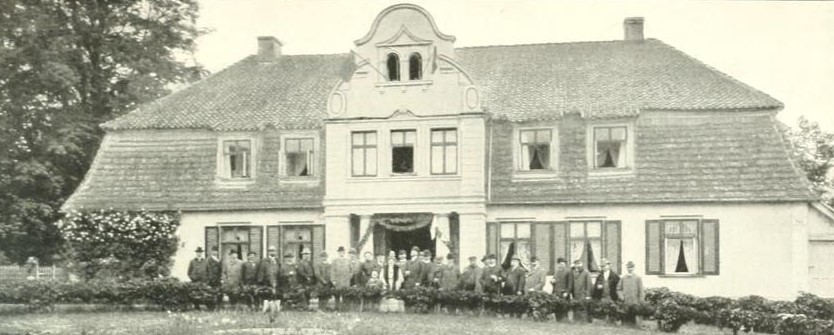
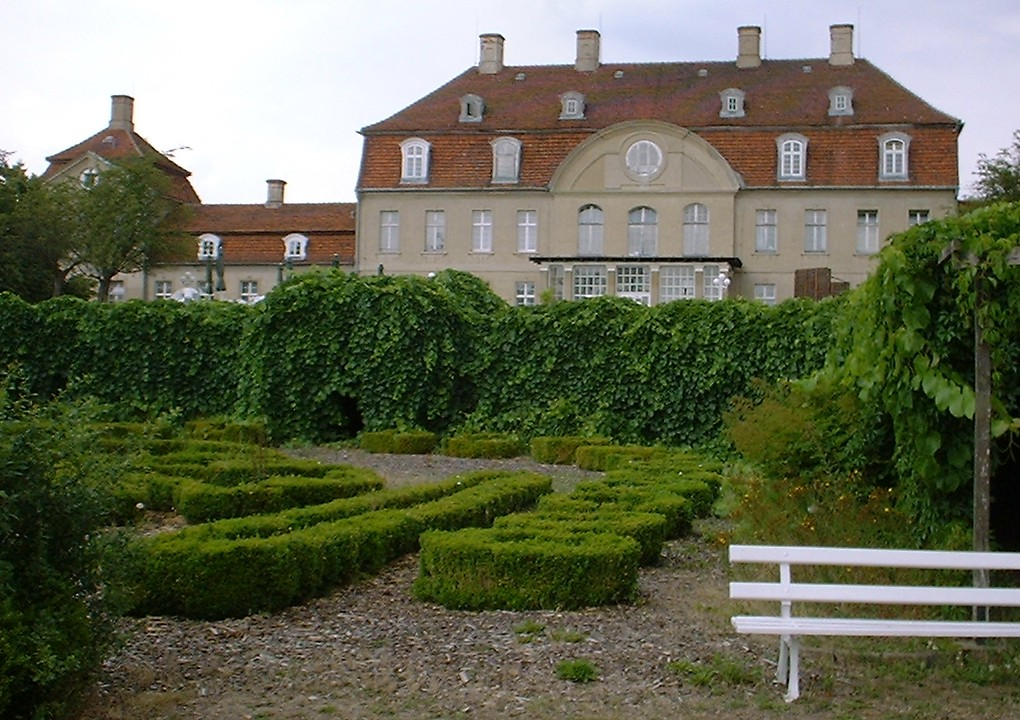
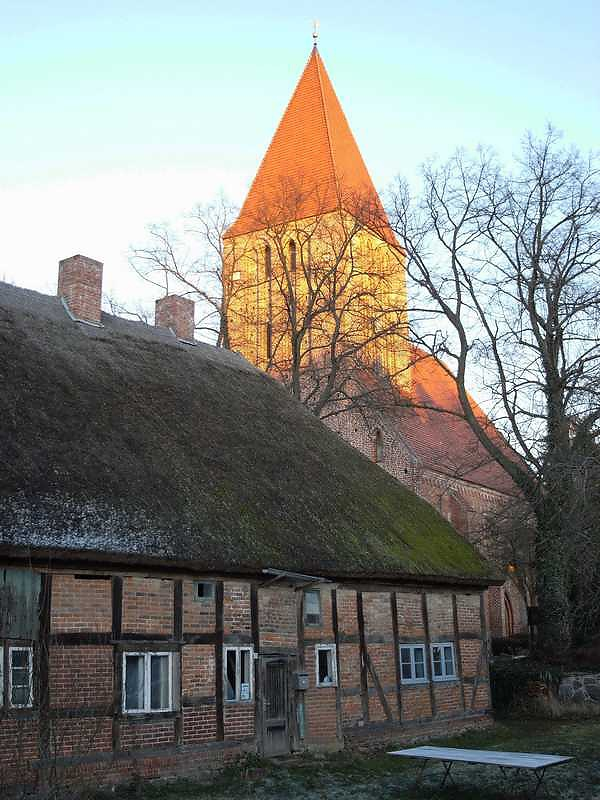
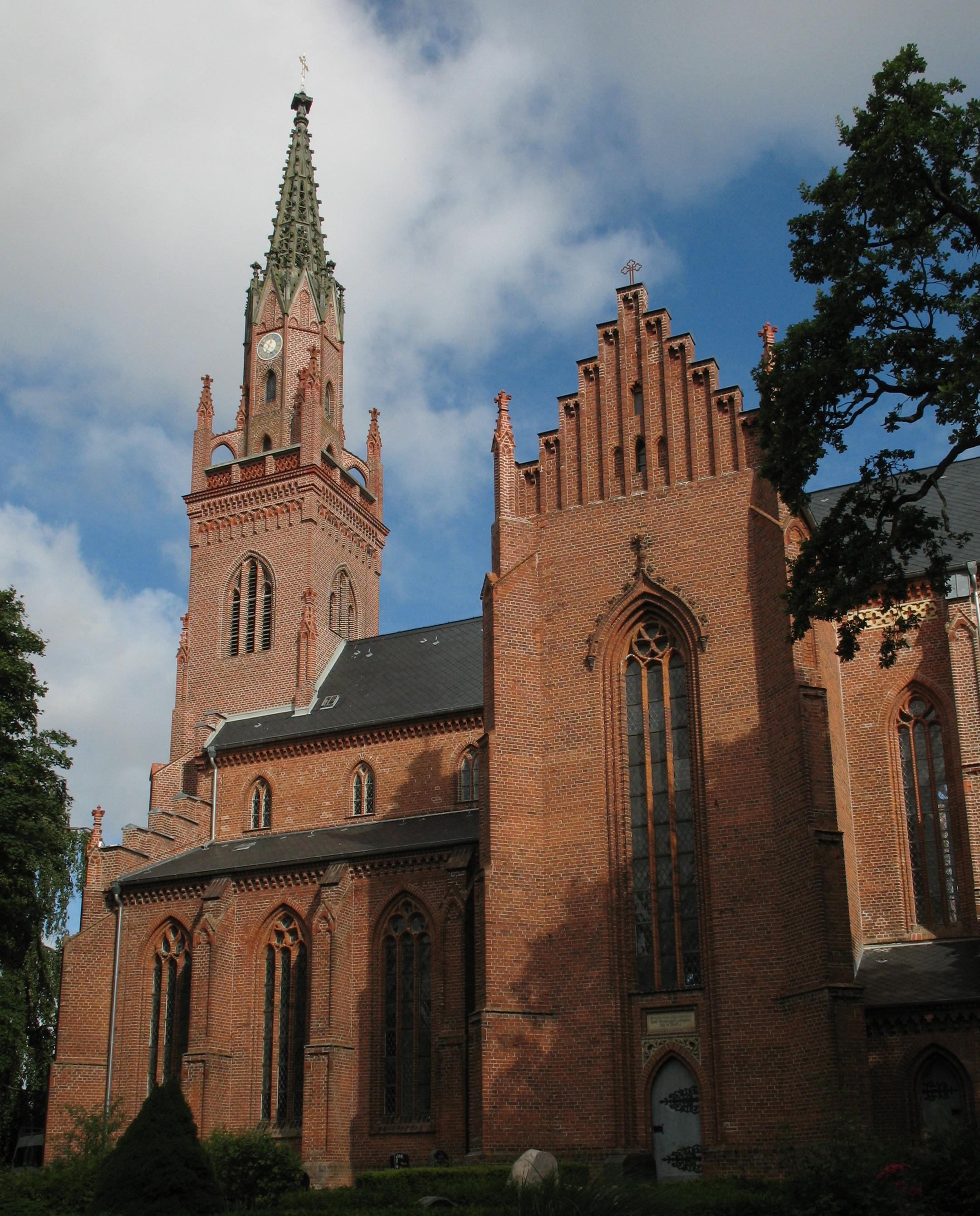
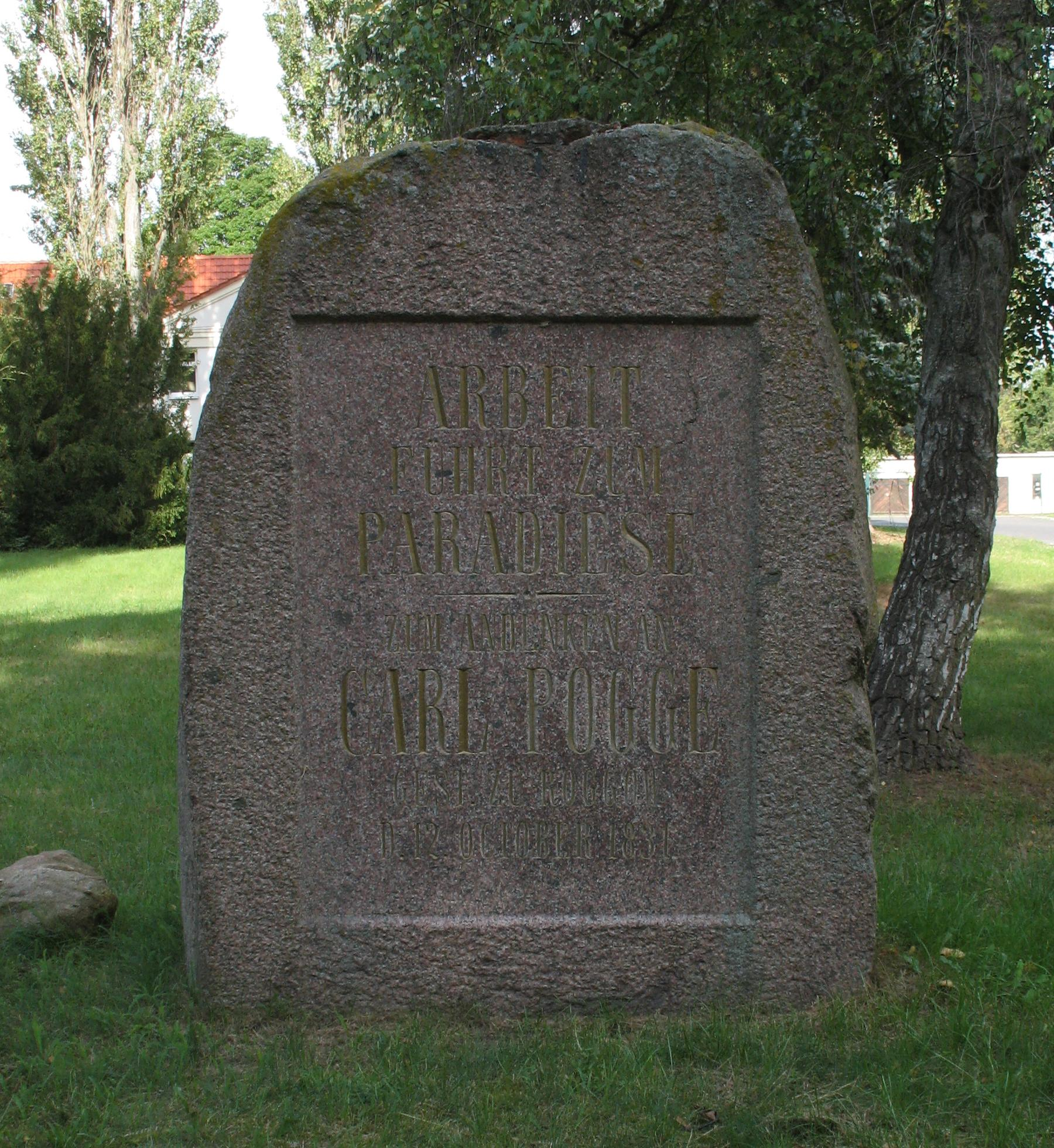